# Pteris repens
Pteris repens är en kantbräkenväxtart som beskrevs av Carl Frederik Albert Christensen. Pteris repens ingår i släktet Pteris och familjen Pteridaceae. Inga underarter finns listade.